# كوتولا أربيانية
الكوتولا الأربيانية أو كربيان أو أفراخ (باللاتينية: Cotula anthemoides) نوع نباتي ينتمي إلى جنس الكوتولا من الفصيلة النجمية.

## البيئة والانتشار
موطنها بلاد الشام ومصر والمغرب العربي.